# Graham Numa
Graham Numa (19 augustus 1954) is een Papoea-Nieuw-Guinees voormalig windsurfer.

## Resultaten

### Olympische Zomerspelen
| Jaar | Plaats    | Resultaten      |
| ---- | --------- | --------------- |
| 1988 | Seoel     | 44e Division II |
| 1992 | Barcelona | 43e Lechner     |